# 1500
Пізнє середньовіччя •  Відродження •  Доба великих географічних відкриттів •  Ганза •  Ацтецький потрійний союз •  Імперія інків

## Геополітична ситуація
За оцінками населення Європи досягло 56,7 млн.
Османську державу очолює Баязид II (до 1512). Королем Німеччини є Максиміліан I Габсбург. У Франції королює Людовик XII (до 1515).
Середню частину Апеннінського півострова займає Папська область, південь належить Неаполітанському королівству. Могутніми державними утвореннями півночі є Венеційська республіка, Флорентійська республіка, Генуезька республіка та герцогство Міланське.
Кастилія і Леон та Арагонське королівство об'єднані в Іспанське королівство, де правлять католицькі королі Фернандо II Арагонський (до 1516) та Ізабелла I Кастильська (до 1504). В Португалії королює Мануел I (до 1521).
Генріх VII є королем Англії (до 1509), королем Данії та Норвегії та Швеції Юхан II (до 1513), Королем Угорщини та Богемії є Владислав II Ягелончик. У Польщі королює Ян I Ольбрахт (до 1501), а у Великому князівстві Литовському княжить Александр Ягеллончик (до 1506).
Галичина входить до складу Польщі. Волинь належить Великому князівству Литовському. Московське князівство очолює Іван III Васильович (до 1505).
На заході євразійських степів від Золотої Орди відокремилися Казанське ханство, Кримське ханство, Ногайська орда. У Єгипті панують мамлюки. У Китаї править династія Мін. Значними державами Індостану є Делійський султанат, Бахмані, Віджаянагара. В Японії триває період Муроматі.
У Долині Мехіко править Ацтецький потрійний союз на чолі з Ахвіцотлем (до 1502). Цивілізація мая переживає посткласичний період. В Імперії інків править Вайна Капак (до 1525).

## Події
- 4 червня Київ, згідно з Магдебурзьким правом, звільнено від усіх торгових мит.
- У «прикордонній війні» Московського князівства з Литвою головним питанням були територіальні та конфлікти між «українськими» князями. Після поразки литовців 1500 року біля річки Ведроші сформувалася антимосковська коаліція у складі Лівонського ордену, Польщі, Великої Орди, Угорсько-Чеської держави та Великого князівства Литовського. Але 3 травня 1500 року війська Московії оволоділи Брянськом, потім Стародубом, 6 серпня здався Путивль.
- Чимало християн у Європі очікували кінця світу.
- 26 січня іспанський мандрівник Вісенте Пінсон, штурман одного з кораблів Христофора Колумба під час його першої експедиції до Нового Світу, висадився на північно-східному узбережжі території, відомої сьогодні як Бразилія.
- 22 квітня португальський дослідник Педру Алваріш Кабрал відкрив територію, яку сьогодні називають Бразилією і проголосив її власністю Португалії.
- Португальський мореплавець Бартоломеу Діаш пропав поблизу мису Доброї Надії.
- 10 серпня португальський мореплавець Діогу Діаш відкрив острів Мадагаскар.
- Педру Алваріш Кабрал прибув до Калікута й заснував європейське поселення в Кочині.
- 25 листопада, під час своєї третьої подорожі до Нового Світу Христофор Колумб за звинуваченням у зловживанні владою і безгосподарності був заарештований в Санто-Домінго іспанським губернатором Франсиско де Бобадільєю і в кайданах відправлений в Іспанію.
- Людовіко Сфорца відбив Мілан у французів, але ненадовго — незабаром він знову втратив місто й потрапив у полон.
- Французький король Людовик XII та Фердинанд II Арагонський уклали в Гранаді договір, за яким збиралися розділити Неаполітанське королівство.
- Данське військо не змогло придушити повстання в Дітмаршені.
- Турки вдруге завдали поразки Венеції в битві поблизу Лепанто, однак Венеція захопила острів Кефалонія.
- Узбецький хан Мухаммед Шейбані захопив Бухару і Самарканд. Бабуру вдалося відбити Самарканд, але він знову втратив місто наступного року.

## Народились
Категорія:Народились 1500

## Померли
Категорія:Померли 1500